# DorpsGoed
Dorpsgoed is een Nederlandse lokale politieke partij die actief is in de gemeente Sint-Michielsgestel. De partij is niet gebonden aan landelijke partijen of organisaties. Het motto van de partij is 'Voor Nu en Later'. De partij is afgesplitst van de Plaatselijke Politieke Alliantie (PPA), een andere plaatselijke partij uit de gemeente.
DorpsGoed behaalde bij de gemeenteraadsverkiezingen in 2010 vier raadszetels en werd hiermee de grootste partij. Er werd hierna een college van burgemeester en wethouders gevormd met de PPA en het CDA, die beide ook vier zetels in de gemeenteraad bezetten. DorpsGoed levert een wethouder aan dit college.